# 2011년 동계 아시안 게임 조선민주주의인민공화국 선수단
 조선민주주의인민공화국은 2011년 1월 30일부터 2월 6일까지 카자흐스탄 아스타나, 알마티에서 열린 2011년 동계 아시안 게임에 참가하였다.

## 메달 집계

### 종목별 메달 획득 현황
| 종목          | 1 | 2 | 3 | 합계 |
| 피겨 스케이팅 | 0 | 0 | 1 | 1    |
| 합계          | 0 | 0 | 1 | 1    |

## 메달 리스트
| 메달 | 이름           | 종목          | 세부종목 | 날짜    |
| ---- | -------------- | ------------- | -------- | ------- |
|      | 리지향, 대원혁 | 피겨 스케이팅 | 페어     | 2월 5일 |